# Kurt Rüger
Kurt Rüger, né le 15 février 2006, est un footballeur allemand qui joue au poste de milieu de terrain au Bayern Munich.

## Biographie

### Carrière en club
Kurt Rüger est formé par le TSV Munich avant de rejoindre entre 2020 et 2021 le Bayern Munich,, où il joue la Youth League dès la saison 2023-2024,.

### Carrière en sélection
En novembre 2023, Kurt Rüger est convoqué avec l'équipe des moins de 17 ans pour participer à la Coupe du monde des moins de 17 ans qui a lieu en Indonésie,.
L'Allemagne atteint la finale de la compétition après sa victoire aux tirs au but face à l'Argentine, à l'issue d'un match nul (3-3),, où Rüger est entré en jeu. L'Allemagne gagne ensuite le titre le 2 décembre 2023, en battant la France, encore sur une séance de tirs au but, après un match nul (2-2).

## Palmarès
Allemagne -17 ans
- Coupe du monde
  - Vainqueur en 2023